# Поперечная Гора
Поперечная Гора (баш. Арҡырытау) — деревня в Караидельском районе Башкортостана, входит в состав Караярского сельсовета.

## Население
| 2002 | 2009 | 2010 |
| ---- | ---- | ---- |
| 41   | ↘21  | →21  |

Согласно переписи 2002 года, преобладающая национальность — башкиры (66 %).

## Географическое положение
Расположена в труднодоступной слабозаселённой местности, в лесах на реке Большая Бердяшка в 24 км к юго-востоку от села Караидель, в 16 км к северо-востоку от села Караяр и в 125 км от Уфы.